# Leduc
Leduc – miasto w Kanadzie, w prowincji Alberta, przy linii kolejowej łączącej Calgary-Edmonton. Miasto jest położone około 30 km od Edmonton.

## Zaludnienie
Około 17 tys. mieszkańców.